# Södra Borgeby en Gullsby
Södra Borgeby en Gullsby (Zweeds: Södra Borgeby och Gullsby) is een småort in de gemeente Sunne in het landschap Värmland en de provincie Värmlands län in Zweden. Het småort heeft 119 inwoners (2005) en een oppervlakte van 45 hectare. Eigenlijk bestaat het småort uit twee plaatsen: Södra Borgeby en Gullsby.